# Campo San Giorgio
Il Campo San Giorgio (o più semplicemente San Giorgio), è l'evento annuale di zona per ricordare ed onorare il santo patrono degli esploratori e delle Guide, e in generale di tutti gli appartenenti allo scautismo, san Giorgio, precisamente il 23 aprile; spesso si festeggia (per motivi di lavoro e scuole) nei week-end adiacenti secondo i programmi di zona.

## Nascita
San Giorgio è il santo patrono della branca E/G ovvero la fascia d'età 11-16 anni chiamata anche Riparto. Agli esploratori e alle guide viene raccontato il leggendario gesto del patrono, noto anche come Legenda Aurea quando il cavaliere Giorgio salvò la vita della principessa Silene dalle fauci e dalle fiamme di un drago, diventando pertanto il simbolo del coraggio e dell'avventura che dovrebbe caratterizzare gli scout di questa fascia d'età.
Da san Giorgio fu ispirato anche Robert Baden-Powell che nel suo libro Scautismo per ragazzi paragona gli esploratori ai vecchi cavalieri medievali, o meglio allo spirito cavalleresco. Non a caso prima di una promessa scout è solito prepararsi spiritualmente con una veglia d'armi proprio come i cavalieri prima del giuramento poiché la promessa scout è un unicum nella vita. Baden-Powell diceva "Scout una volta, scout per sempre".

## Descrizione
Il San Giorgio viene festeggiato con attività all'insegna del gioco, della fratellanza scout e dell'avventura. È una festa che dura dai due ai tre giorni, durata che può variare dalle tradizioni, dal programma di zona o di gruppo, e da motivi personali dei membri del reparto.
Durante l'evento le pattuglie/squadriglie di ogni reparto della zona interessata competono tra loro in sfide di tecniche scout che avranno preparato dall'inizio delle attività (settembre-ottobre) fino a quel momento. Molto spesso in segno di fratellanza (la quarta legge dice:"Sono amici di tutti e fratelli di ogni altra Guida e Scout") due o più squadriglie di reparti diversi, partecipano assieme come conclusione di un gemellaggio di almeno un paio di mesi.
Per mantenere alto lo spirito agonistico del San Giorgio, a fine dell'evento viene premiata la squadriglia vincitrice o le squadriglie vincitrici ovvero viene premiata la preparazione di un anno scout con una cerimonia che dichiara la squadriglia o le squadriglie modello della zona.